# Zygothuria
Zygothuria is een geslacht van zeekomkommers uit de familie Mesothuriidae.

## Soorten
- Zygothuria candelabri (Hérouard, 1923)
- Zygothuria connectens R. Perrier, 1898
- Zygothuria lactea (Théel, 1886)
- Zygothuria marginata (Sluiter, 1901)
- Zygothuria oxysclera (R. Perrier, 1899)
- Zygothuria thomsoni (Théel, 1886)